# L'Envol des tourterelles
 (juillet 2018).
Si vous disposez d'ouvrages ou d'articles de référence ou si vous connaissez des sites web de qualité traitant du thème abordé ici, merci de compléter l'article en donnant les références utiles à sa vérifiabilité et en les liant à la section « Notes et références ».
 (juillet 2018).
L'Envol des tourterelles est un roman d'Arlette Cousture publié en 1994.

## Résumé
En 1962 à Montréal, Favereau a légué à Jan ses 3 épiceries et 6 logements. Stanislas, 13 ans, fils de Jerzy, frère de Jan, vient les voir en 1963 et 1964 depuis le Manitoba. Nicolas, fils de Jan, va chez Jerzy mais revient car ils ne lui parlent qu'anglais et polonais. En 1967 Sophie, fille de Jerzy, va chez Elisabeth, sœur de Jan et Jerzy, à Montréal. En 1968 Jan est agressé et très gravement blessé. Elisabeth a Agnes, qui est opérée des oreilles. En 1969 Nicolas appelle Jan à Paris.